# C69 et C77 (métro de Londres)
Pour les articles homonymes, voir C69 et C77.
Le C Stock (aussi connu sous le nom de C69 et C77 Stock) est l'ancien type de rame utilisé sur les Circle Line, District Line et Hammersmith & City Line du métro de Londres.

## Construction
Ces rames ont été construites en deux séries (C69 et C77) dans les années 70 par Metropolitan Cammel Carriage & Wagon Company. La série C69 compte 35 exemplaires, livrés entre 1969 et 1970, tandis que la C77 ne compte que 11 exemplaires livrés en 1977.

## Remplacement
Le C stock fut remplacé par le S Stock de 2013 jusqu'à 2014. La dernière rame fut radiée le 29 juin 2014.